# Doktor Glas
För andra betydelser, se Doktor Glas (olika betydelser).
Doktor Glas är en dagboksroman av Hjalmar Söderberg som utkom 1905. Romanen skildrar en ensam läkares liv i Stockholm under några månader – från 12 juni till 7 oktober – i slutet av 1890-talet.
Den medelålders läkaren  Tyko Gabriel Glas längtar efter att få utföra en ”stor handling”. Detta växer så småningom fram till beslutet, att mörda en präst – pastor Gregorius. Romanen, vilken uppfattades som mycket provocerande av sina samtida läsare, har idag blivit en klassiker. Huvudpersonen gör skarpsinniga och svårmodiga reflektioner över livets meningslöshet och de moraliska dilemman han tvingas genomkämpa. Många formuleringar i romanen har blivit odödliga, till exempel doktor Glas återkommande suck "Liv, jag förstår dig inte!".

## Handling

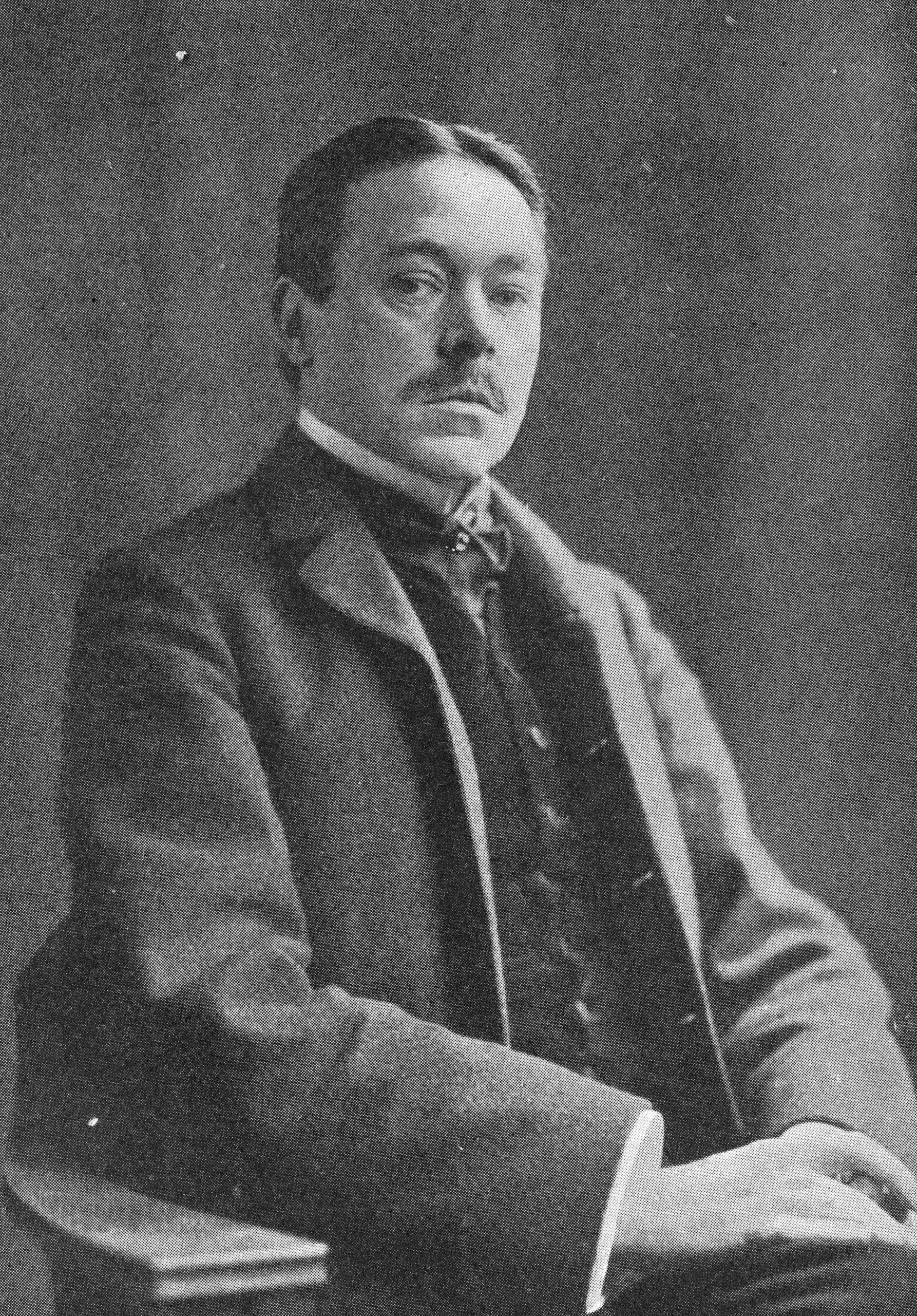
Hjalmar Söderberg.

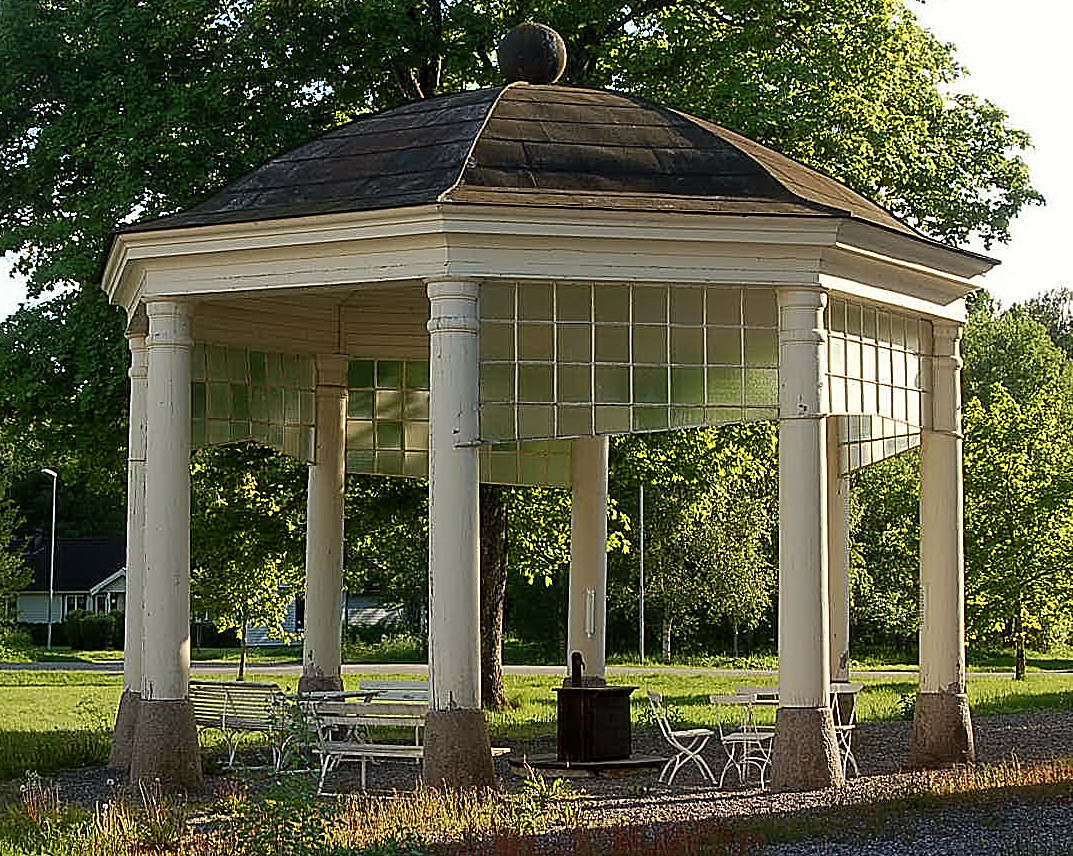
Porla brunn är den hälsobringande kurort dit doktor Glas remitterar pastor Gregorius för rehabilitering av sina besvär.

Romanen handlar om doktor Glas, som är en uppskattad läkare i Stockholm. Glas lider dock av depression och han längtar efter att utföra en stor handling. I början av boken säger han: "Ställning, anseende, framtid. Som om jag icke var dag och var stund vore beredd att packa dessa kollin ombord på det första skepp, som kommer lastat med en handling. En verklig handling". Doktor Glas råkar i ett moraliskt dilemma när prästfrun Helga Gregorius ber honom om en mycket känslig tjänst. Hon anförtror Glas sin stora motvilja mot makens erotiska närmanden och så kallade äktenskapliga rättighet. Denna motvilja har sina skäl lika mycket i makens motbjudande personlighet som i att fru Gregorius har en älskare. Hon ber därför doktor Glas, att hitta på någon sjukdom åt henne, så att hon för en tid kan slippa sina äktenskapliga plikter gentemot maken.
Glas, som fattat tycke för prästfrun, hjälper henne genom att inbilla prästen att hon har en underlivssjukdom, som kräver total avhållsamhet i samlivet. Denna lögn håller dock inte i längden. Fru Gregorius återkommer efter ett tag och berättar för doktor Glas, att hennes man har tagit henne med våld. Doktor Glas blir mycket vred på pastor Gregorius, som han dessutom avskyr sedan tidigare. Han byter nu taktik och diktar ihop en hjärtsjukdom, som ska ha drabbat pastor Gregorius: Pastorn kan riskera sitt liv, om han inte avhåller sig från hustrun. Glas rekommenderar honom därför en längre kurortsvistelse på Porla brunn för att skaffa hustrun Helga ett avbrott i ”de äktenskapliga plikterna”. Detta tar dock ett abrupt slut när pastorn kommer tillbaka hem.
Eftersom en skilsmässa är omöjlig och situationen blir allt mera outhärdlig, tar doktor Glas beslutet att döda den motbjudande prästen. Han använder sig av ett cyankaliumpiller, som egentligen var avsett för honom själv ifall han ville ta livet av sig. Mordet sker på så sätt, att det verkar vara en naturlig död; och Glas kan då själv skriva ut dödsattesten. Det framgår inte tydligt om doktor Glas känner skuld, efter sitt dåd, den "stora handlingen" som han har längtat efter. Situationen förändras i alla fall inte särskilt mycket, varken för honom eller för prästfrun Helga. Älskaren lämnar henne för ett rikt giftermål. På slutet drabbas doktor Glas av melankoli: "Aldrig blir hon min; aldrig. (...) Mig gick livet förbi."

## Romanfigurer

### Doktor Glas

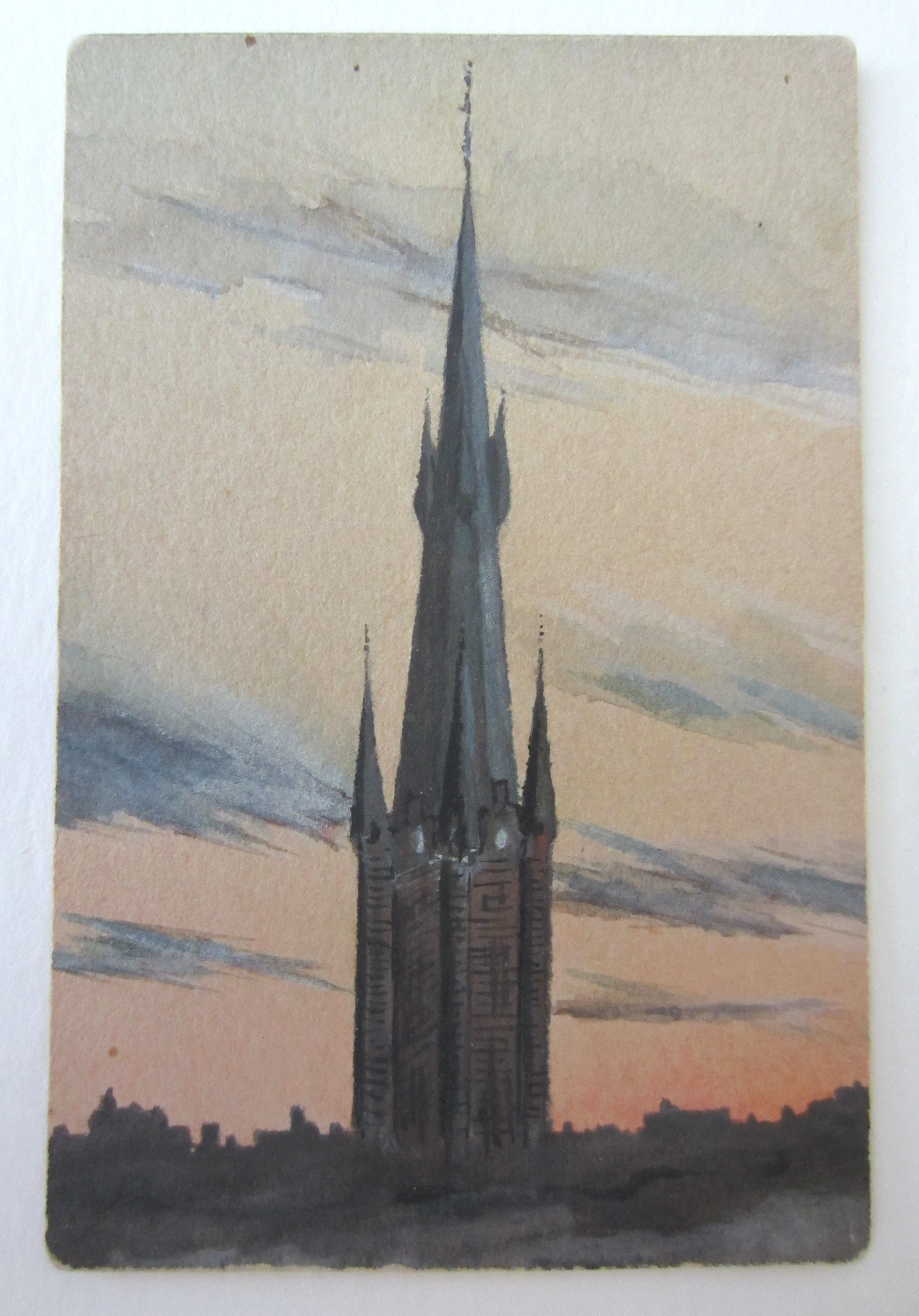
Klara kyrka där pastor Gregorius verkade och i vars närhet doktor Glas bodde och hade sin praktik. Akvarell från 1884 av Hjalmar Söderberg.

Doktor Glas är romanens huvudperson och står i handlingens centrum. Han är en skarpsynt iakttagare, både av människorna i sin omgivning och av sig själv. Ofta tycker han inte om det han ser. Han är inte nöjd med sitt utseende och inte heller med sitt inre. Trots att Glas känner sig intellektuellt överlägsen, karakteriseras han av självförakt. Han genomskådar sig själv lika mycket som andra. Doktor Glas är intresserad av vetenskap, bland annat psykologi, och betraktar följaktligen människorna på ett vetenskapligt sätt. Glas analyserar också sina egna drömmar. Han ser dem som uttryck för det omedvetna och tror att hjärnan arbetar självständigt under drömmen. Mordet sker slutligen halvautomatiskt, mycket snabbt och kliniskt yrkesmässigt, precis så som det skett i hans drömmar.
Doktor Glas själsliv präglas av den inre kamp han för om det berättigade i att döda pastor Gregorius. Kort före mordet konfronteras två sidor av Glas personlighet i hans dagbok; den ena sidan ryggar tillbaka inför mordet, den andra förespråkar det. Den första motsvarar en konventionell moraluppfattning, den andra en övermänniskomoral, som törstar efter en stor och autentisk handling.
Hans personlighet kännetecknas också genom hans ambivalenta förhållande till kärleken. Glas är ensam och isolerad. Han förälskar sig i Helga Gregorius – en helt hopplös kärlek, eftersom hon både är gift och älskar en annan - och föreställer sig kärleken som något ljust och heligt. Däremot tycker han att fortplantningsakten är motbjudande. Han skriver själv att han ”aldrig har varit nära en kvinna”.
Hans avsky för det rent kroppsliga hänger ihop med en mer allmän avsky för det fula. Så beskriver han till exempel pastor Gregorius yttre som frånstötande Genom sitt yrke konfronteras han dock hela tiden med det fula. En av hans kvinnliga patienter ber honom om en abort, men han nekar med hänvisning till sin plikt och skyldighet som läkare att värna om livet. Doktor Glas säger själv att han inte borde ha blivit läkare, eftersom detta yrke tvingar honom att se människolivets osköna baksida.
Doktor Glas esteticism och intellektualism gör honom till en typisk bohemisk figur. Han är en stadsmänniska och älskar Stockholms vackra sidor, särskilt det borgerliga Östermalm, Strandvägen och Djurgården. När Glas beger sig ut på gatan träffar han överallt bekanta. Staden framstår på så sätt som en borgerlig intim miljö, inte som ett modernt och anonymt massamhälle.

### Bifigurer
De två viktigaste bifigurerna är Helga Gregorius och pastor Gregorius. Helga är gift med pastor Gregorius, men älskar honom inte och vill inte längre ha fysisk kontakt med honom. Hon har blivit kär i en annan man, Klas Recke, och bedrar pastorn med honom. Pastor Gregorius beskrivs som en avskyvärd person; han är ful, moraliskt korrupt och kan inte lägga band på sitt erotiska begär. Slutligen blir han doktor Glas offer. De andra bifigurerna, journalisten Markel och Martin Birck, är gamla bekanta till doktor Glas.

## Struktur och stil: dagboksroman
Doktor Glas är ingen konventionell roman. Boken är en dagboksroman, där doktor Glas håller i pennan. Det har som konsekvens att romanen endast visar hans perspektiv och syn på världen. Doktor Glas har två funktioner i romanen; han är den dagboksskrivande berättaren och har samtidigt en ”roll som medspelare i den konflikt som rullas upp i anteckningarna.” Fokus ligger på vad han tänker och känner. Läsaren står honom mycket nära. Däremot vet man inte mycket om vad de andra personerna tänker och känner. Läsaren får alltså en subjektiv bild av världen och händelserna som dagboksskrivaren berättar om. Det subjektiva dagboksperspektivet ger doktor Glas version.

### Romanstruktur

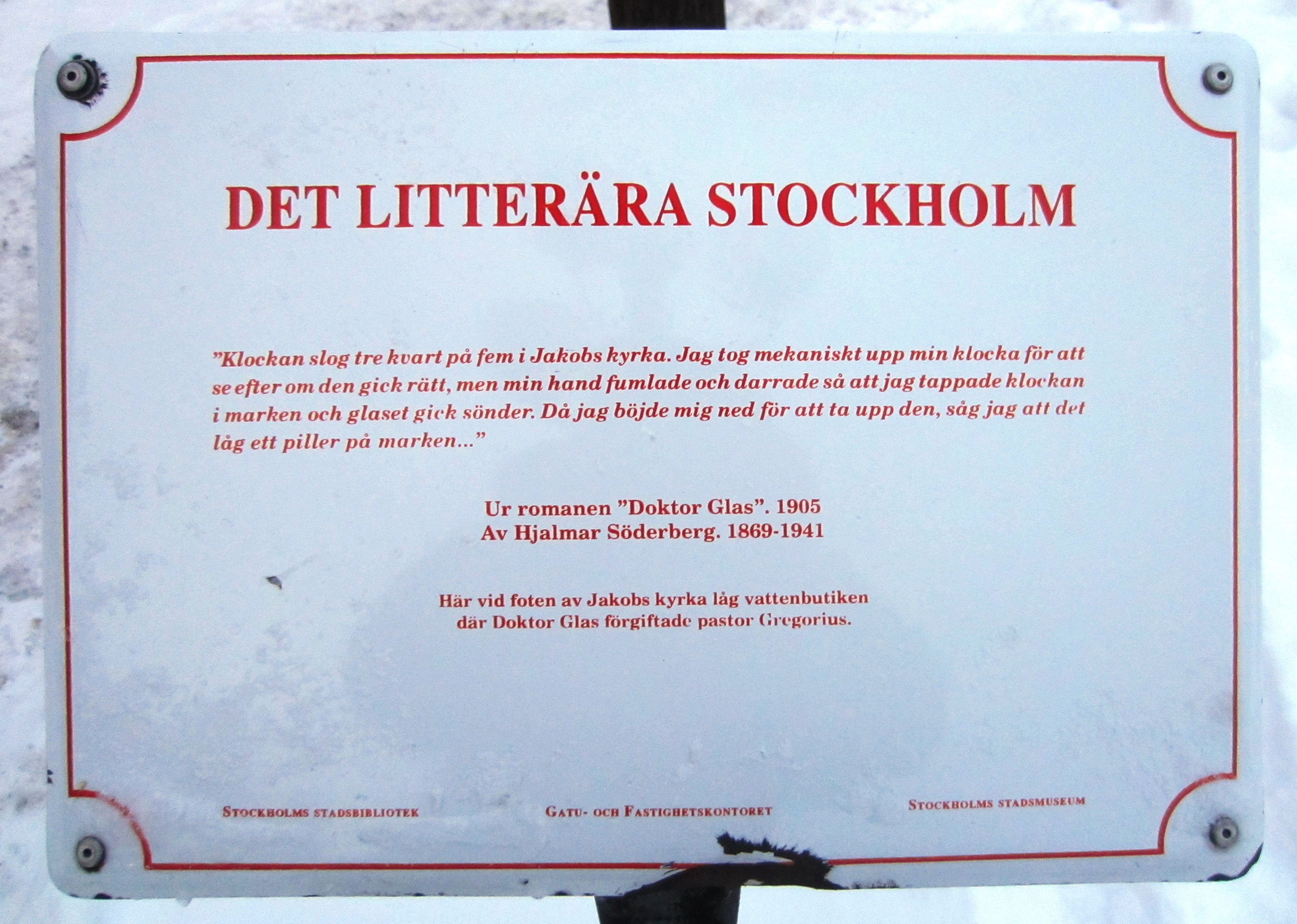
"Doktor Glas" vid Kungsträdgårdsgatan i Kungsträdgården - en litterär skylt sedan 1992.

Romanen börjar den 12 juni och slutar den 7 oktober. Doktor Glas skriver dock inte varje dag i sin dagbok. I genomsnitt skriver han var tredje dag. Mot slutet finns det dock större luckor – från 9 september till 20 september och en sista anteckning 7 oktober. Anteckningarna för den aktuella dagen består ibland av flera avsnitt, till exempel reflektioner eller redogörelser för dagens händelser: Den 12 juni berättar Glas således först om sitt möte med Gregorius och om skälet varför han avskyr honom; nästa avsnitt är en reflektion om varför han skriver dagbok; sedan skriver han, att dagboken inte är någon bikt och i sista avsnittet presenterar han sig själv. Inte alla anteckningar har samma struktur. De skiljer sig mycket i omfång och detaljskärpa. Doktor Glas skriver inte bara om dagens händelser utan förknippar dessa med filosofiska reflexioner och tillbakablickar på sin barndom och ungdom. På så sätt ger dagboken en överblick över hela hans liv.
På grund av dagboksstrukturen verkar berättelsen å ena sidan mycket realistisk. Å andra sidan framstår konstruktionen som i viss mån onaturlig. Det är till exempel inte logiskt att doktor Glas noterar alla dessa detaljer om sina möten med Gregorius för sin egen skull. En verklig dagboksskrivare skulle nog akta sig för att avlägga en bekännelse om mordet i sin dagbok.
Jämfört med en verklig dagboksskrivare skulle doktor Glas också framstå som en utmärkt stilist. Lars O. Lundgren påstår: ”Dagboksskribentens penna präglas inte sällan av snabbhet och lätthet, som när han behandlar eller snuddar vid frågor om nattvarden, drömmars innebörd eller velocipedtävlingen.”

### Genrens inflytande på bokens innehåll
Doktor Glas berättar i början själv för läsaren: ”Jag berättar icke allt om mig själv. Jag berättar blott det som behagar mig att berätta; men jag säger ingenting som icke är sant. Jag kan dock icke ljuga bort min själs eländighet, om den är eländig.” Doktor Glas gör läsaren tydligt uppmärksam på, att denne inte får veta hela sanningen.
Typiskt för en dagboksroman är också att berättaren är en ”problematisk” människa. Doktor Glas är inget undantag från denna regel. Han är ingen stabil person och han blir en mördare.
I en dagboksroman finns det dessutom ofta information, som man aldrig skulle hitta i en verklig dagbok. ”Konventioner som en författare till en dagbok rör sig med tillåter nämligen vissa avvikelser från kravet på trovärdighet och illusion.” Här hos Söderberg är det inte annorlunda. Doktor Glas berättar för läsaren, att han heter Tyko Gabriel Glas och att han är medicine licentiat.

## Intertextualitet
Doktor Glas inre resonemang om det är rätt att döda för att en annan person ska få det bättre, liknar det som förs i Fjodor Dostojevskijs Brott och straff. Såväl doktor Glas hos Söderberg som Raskolnikov hos Dostojevskij anser sina offer som mindervärdiga och ser sig själva som välgörare. En viktig skillnad är dock att Raskolnikov, i motsats till doktor Glas, känner ånger över det han har gjort och önskar att bekänna mordet. I Doktor Glas finns det också subtila referenser till Brott och straff. Doktor Glas skriver till exempel i sin dagbok den 13 augusti: "Jag kan ju inte slå ihjäl honom med en yxa". Raskolnikov använder just en yxa för att utföra mordet.

## Mottagande

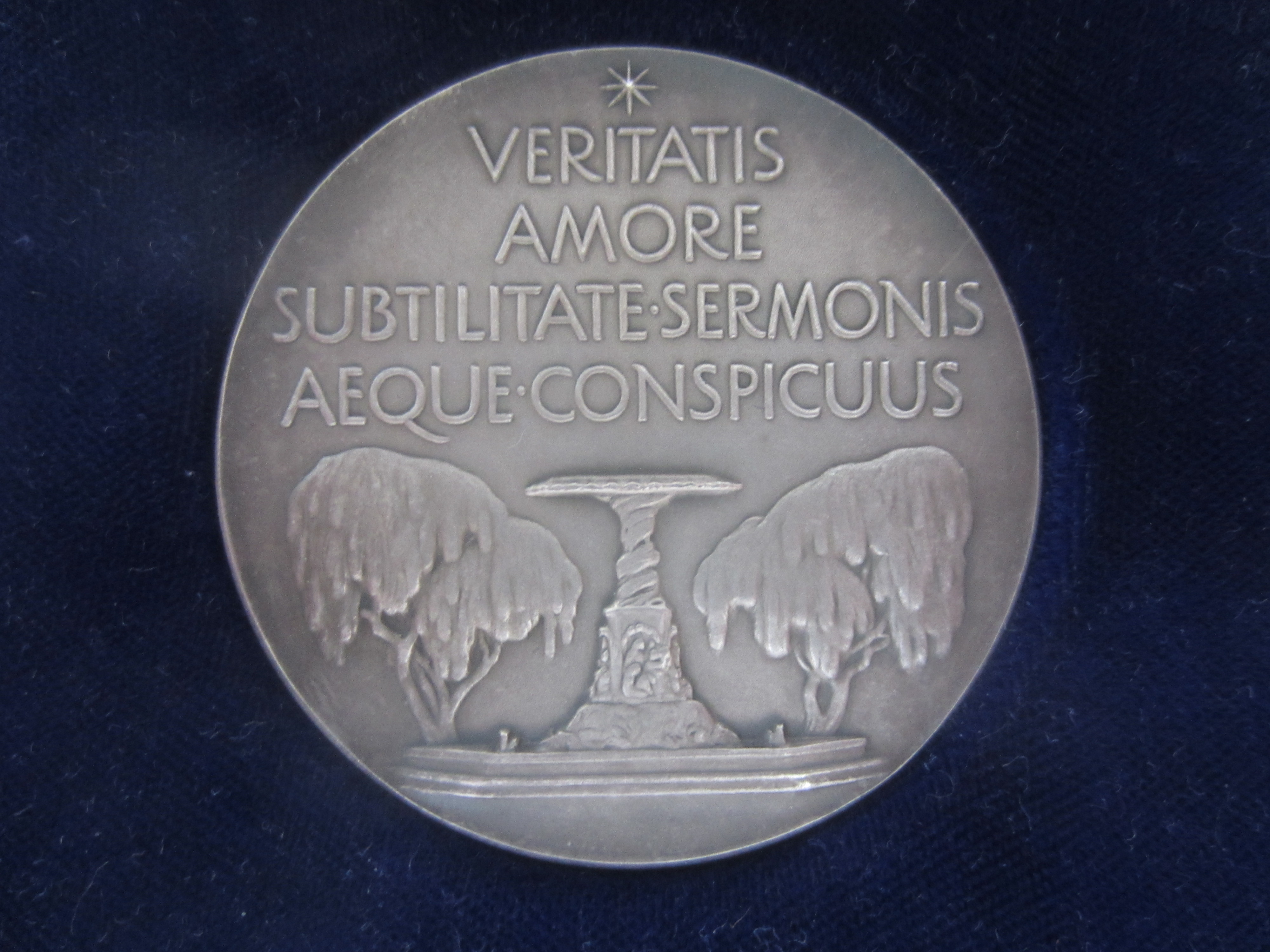
Frånsidan av Svenska Akademiens minnespenning från 1950 med Molins fontän i Kungsträdgården. Gravör: Erik Lindberg.

När Doktor Glas kom ut 1905 var den mycket provocerande för sin samtid. Man var framförallt chockerad över att doktor Glas inte kände någon skuld efter det mord han begått. Litteraturkritikern Fredrik Böök tyckte att mordet var osannolikt, eftersom man "inte en minut får det intryck av intensivt lidande och upprörd spänning, som måste föregå en så oerhörd handling som ett mord."
Kritikerna undrade om Hjalmar Söderberg sympatiserade med sin huvudperson. Gång på gång måste Söderberg försäkra, att han själv inte skulle kunna mörda, även om han liksom doktor Glas skulle göra det "på grund av dygd". Några kritiker, som Oscar Levertin, påpekade att en författare ändå inte kan anses vara medskyldig till ett brott som en person i hans roman begår. Men inte ens detta argument kunde ⁹förhindra att opinionen förknippade författaren Hjalmar Söderberg med sin skapelse, doktor Glas. Litteraturkritikern Carl David af Wirsén skrev att han visst inte ville "identifiera den här skildrade doktor Glas' lefnadsåsikter med hr Hj. Söderbergs, men vi kunna ej förstå, huru en författare kan finna nöje i att sysselsätta sig med de vidriga föremål, som här afhandlas."
Flertalet kritiker fördömde innehållet, men lovordade stilen. Det fanns dock några få kritiker, som verkligen berömde Söderberg. En av dem var Oscar Levertin. Han förmodade att Doktor Glas "kommer att hetsigt diskuteras från olika håll, men om bokens intresse, konstnärlighet, många episoders skönhet och stilens fulländning kan bara en mening råda".

## Bearbetningar och verk som bygger på romanen
- Romanen filmatiserades (speltid 89 min) i regi av Rune Carlsten under namnet Doktor Glas (1942).
- Romanen har även filmatiserats (speltid 83 min) i regi av Mai Zetterling med namnet Dr. Glas (1968).
- Författaren Jean Bolinder skrev en parafras i Studiekamraten (1976) – Människan egen kraft - eller: Ett nytt slut på Doktor Glas.[29][30]
- Författaren Sven Sörmark skrev "den halva parafrasen" i detektivromanen Ett sista leende – en triller (1979),[31] och novellen Pastor Gregorius i boken Sju rysare från 1984.[32][33]
- Författaren Dannie Abse, med egen medicinsk erfarenhet, har skrivit The Strange Case of Dr Simmonds & Dr Glas (2003) där handlingen är förlagd till London och omfattar tidsperioden 28 december 1949 - 12 juni 1950. Några brev från år 2000 avrundar romanen.[34][35]
- Författaren Bengt Ohlsson gav ut en version av historien betraktad ur pastor Gregorius perspektiv, Gregorius (2004), som han tilldelades 2004 års Augustpris för.[33] På hösten 2024 återkom han med en roman om Helga, pastorns hustru och hennes liv fram till 1930-talet.[36]
- Författaren Bjarne Moelv gav ut en version av historien sedd ur Helga Gregorius perspektiv, Helgas offer (2007).[37][38]
- Författaren Kerstin Ekman gav ut romanen Mordets praktik (2009), om en läkare som läser Doktor Glas och därigenom inspireras till egna mordiska handlingar.[39][40]
- Författaren Helena Sigander gav ut ytterligare en version om och sedd ur Helga Gregorius perspektiv, Dosan (2013).[41]
- Författaren och psykiatern Åsa Nilsonne har använt ett liknande perspektiv i sin roman Fru Gregorius (2024).[42]
- Skådespelaren och dramatikern Allan Edwall arbetade om romanen till en teatermonolog, som han sedan framförde på sin teater Teater Brunnsgatan Fyra.[43] Denna monolog har sedan Krister Henriksson framfört och även turnerat med internationellt.[44]
- SVT sänder en direktsänd högläsning av romanen från Hasselbacken i Stockholm på trettondagen, 6 januari, 2025.[45] Romanen läses av Daniel Boyacioglu, Ana Gil de Melo Nascimento, Gustaf Hammarsten och Melinda Kinnaman, Ingela Olsson, Maria Sid samt Joel Valois.[46]